# Bihari Gergely
Bihari Gergely (17. század) református lelkész. 
1642 és 1647 között mint fejedelmi alumnus Németországban, majd Németalföldön folytatta tanulmányait. 1654-ben és 1656-ban Marosvásárhelyen volt lelkész.
1646-ban Gyulafehérváron kiadott Metrum memoriale in totum ferme Novum Testamentum, quo sigillatim summariae capitis cujusq(ue) partes secundum d. Piscatoris et Herlini analysin ita proponuntur, ut generalis N[ovi] T[estamenti] resolutionis loco haberi possit ad scopos divini autoris in quovis prope capite ac vers[u] investigandos című műve az Újszövetség könyveinek hexameterekben írt verses kivonata.